# 丹赵路街道
丹赵路街道，是中华人民共和国湖北省十堰市丹江口市下辖的一个乡镇级行政单位。

## 行政区划
丹赵路街道下辖以下地区：
漫水桥社区居民社区、三里桥社区居民社区、三里桥村、计家沟村、余家营村和茅腊坪村。